# Pascal Abikanlou
Pascal Adjibadé Abikanlou (Pobè, 21 de abril de 1935-Sèmè-Kpodji, 5 de octubre de 2009) fue un director de cine, guionista y productor beninés. Se le considera el "padre del cine beninés". Autor de varios documentales, dirigió el primer largometraje beninés, Sous le signe du vaudou.

## Filmografía
- 1967 : Ganvié, mon village (documental)[9]
- 1968 : Escale au Dahomey (documental)
- 1969 : Premières offrandes (documental)
- 1969 : Fête de l'igname (documental)
- 1971 : Opération Sonader (documental)
- 1971 : De l'eau et de l'ombrage (documental)
- 1974 : Sous le signe du vaudou (largometraje)
- 1975 : Afrique au rendez-vous de l'année sainte (documental)
- 1989 : Dan xome royaume des Huegbadjavi (documental)
- 1992 : Vent de l'espoir (documental)
- 1993 : Ouidah 92 (documental)